# مونق
مونق هي قرية في مقاطعة ميانة، إيران. عدد سكان هذه القرية هو 259 في سنة 2006.